# Крейдове вимирання

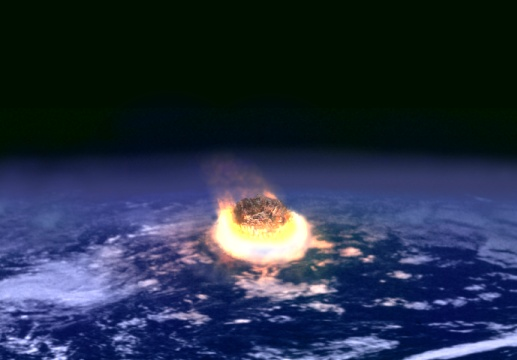
Падіння космічного тіла на Землю, зображене художником

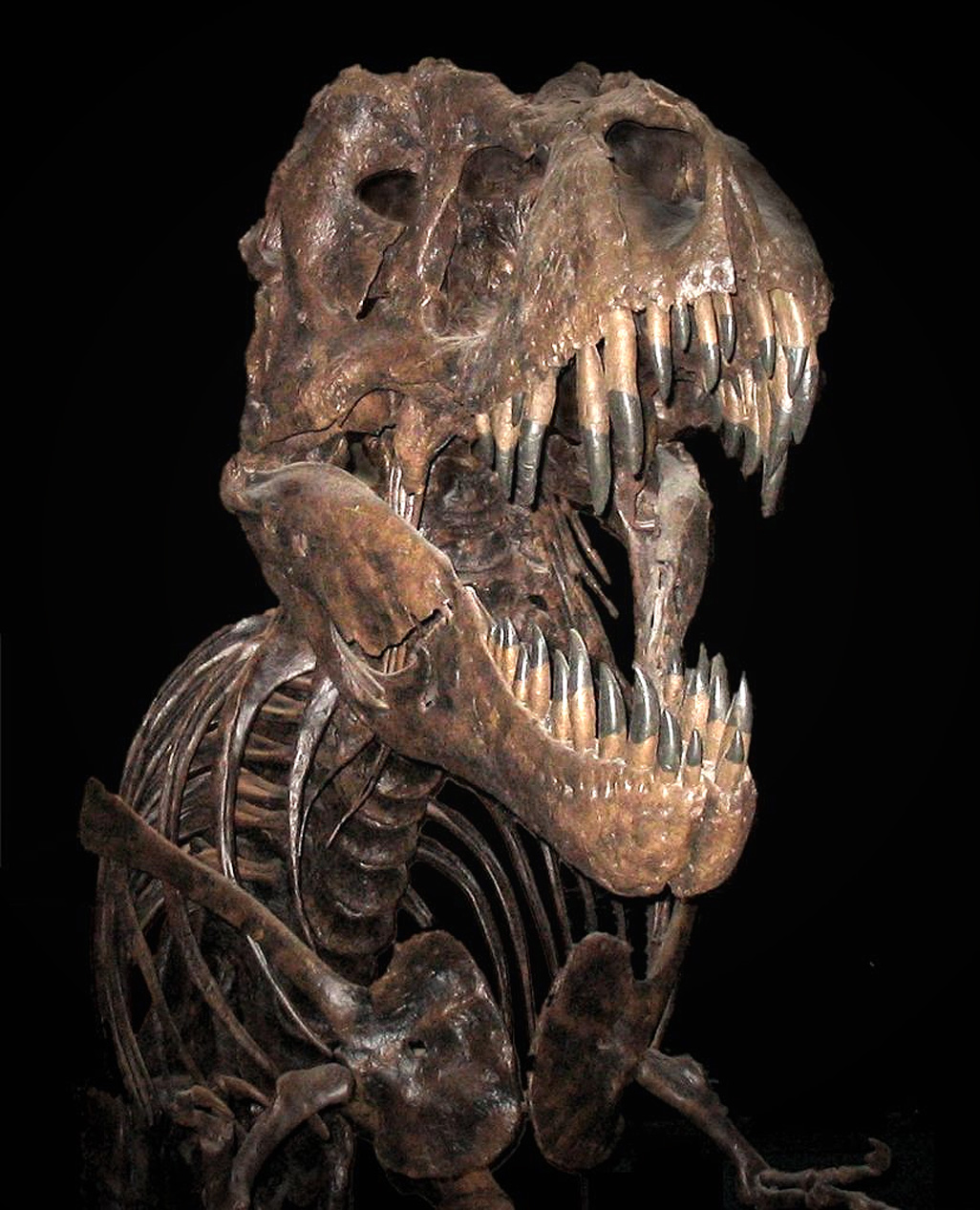
Скелет тиранозавра

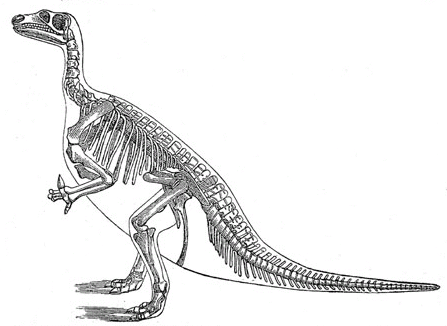
Ігуанодон

Кре́йдове вимира́ння або крейдово-палеогенове (K–Pg) вимирання — велике вимирання, що сталося наприкінці крейдового періоду, близько 66 мільйонів років тому.
Загальноприйнятою вважається гіпотеза, запропонована ще 1980 року групою вчених під керівництвом Луїса Альвареса та його сина Уолтера, за якою вимирання було спричинене ударом масивного астероїда діаметром від 10 до 15 км 66 мільйонів років тому. Зіткнення мало руйнівний вплив на глобальне навколишнє середовище, головним чином через тривалий вплив імпактної зими (тривалого періоду холодної погоди, викликаного викидом в атмосферу великої кількості уламків), що призупинила фотосинтез у рослинах і планктоні. Ударна гіпотеза, також відома як гіпотеза Альвареса, була підкріплена відкриттям 180-кілометрового кратера Чиксулуб на півострові Юкатан у Мексиканській затоці на початку 1990-х років, який надав переконливі докази того, що осад на межі K–Pg є уламками внаслідок падіння астероїда. Факт одночасного вимирання багатьох видів також є переконливим доказом того, що вони були спричинені астероїдом. Проєкт буріння внутрішнього кільця кратера Чиксулуб у 2016 році підтвердив, що кільце складалося з граніту, викинутого з глибини землі за лічені хвилини, але майже не містило гіпсу, звичайної сульфатної породи морського дна в регіоні: гіпс випаровувався та розсіювався у вигляді аерозолю в атмосферу, викликаючи довгостроковий вплив на клімат і харчові ланцюжки. У жовтні 2019 року дослідники повідомили, що ця подія швидко закислила океани, викликавши екологічний колапс і, таким чином, спричинила довготривалий вплив на клімат, ставши ключовою причиною масового вимирання наприкінці крейдового періоду.
Іншими причинами або факторами, що сприяли вимиранню, могли бути Деканські трапи та інші виверження вулканів, зміна клімату та зміна рівня моря. Однак у січні 2020 року вчені повідомили, що кліматичне моделювання події вимирання надає перевагу удару астероїда, а не вулканізму.
Найвідомішим є вимирання динозаврів, але воно було лише частиною великого вимирання: разом із динозаврами вимерли морські рептилії (мезозаври та плезіозаври) і птерозаври, багато молюсків, зокрема амоніти, белемніти і безліч дрібних водоростей. Всього загинуло 16 % родин морських тварин (47 % родів морських тварин) і 18 % родин сухопутних хребетних. Однак вимирання та звільнення багатьох екологічних ніш відкрило нові еволюційні можливості: після нього багато груп зазнали адаптивної радіації — раптової та плідної дивергенції на нові форми та види. Ссавці особливо урізноманітнилися в палеогені. Птахи, єдина група виживших динозаврів, також широко диверсифікувалась, утворивши всі сучасні види. Серед інших груп дивергенції зазнали кісткові риби, безхвості (жаби) і, можливо, ящірки.

## Схема вимирання
Вимирання K–Pg було масштабним, глобальним, швидким і вибірковим, що призвело до знищення величезної кількості видів. Виходячи з морських скам'янілостей, вважається, що 75 % або більше всіх видів вимерли.
Вимирання, схоже, торкнулося всіх континентів одночасно. Непташині динозаври, наприклад, відомі з маастрихту Північної Америки, Європи, Азії, Африки, Південної Америки та Антарктиди, але невідомі з кайнозою в будь-якій точці світу. Аналогічно викопний пилок демонструє спустошення рослинних угруповань у таких віддалених один від одного районах, як Нью-Мексико, Аляска, Китай і Нова Зеландія.
Попри масштабність події, існувала значна варіативність у швидкості вимирання між різними кладами та всередині них. Залежні від фотосинтезу види занепали або вимерли, оскільки тверді частинки в атмосфері блокували сонячне світло та зменшували кількість сонячної енергії, що досягає землі. Серед рослин таке вимирання спричинило значну перестановку панівних груп. Серед тварин всеїдні, комахоїдні та падальники пережили вимирання, можливо, через збільшення доступності джерел їжі. Проте не вижило жодного чисто травоїдного чи м'ясоїдного ссавця. Швидше за все, ссавці та птахи, що вижили, харчувалися комахами, черв'яками та равликами, які, своєю чергою, харчувалися детритом (мертвими речовинами рослин і тварин).
У водоймах з проточною водою вимерло лише кілька груп тварин, тому що такі біоти не покладаються безпосередньо на їжу з живих рослин, а більше на детрит, змитий із землі, що захистило їх від вимирання. Подібні, але складніші моделі були виявлені в океанах. Вимирання було більш серйозним серед тварин, що мешкали у товщі води, ніж серед тварин, що жили на морському дні. Тварини у товщі води майже повністю залежать від первинної продукції живого фітопланктону, тоді як тварини на дні океану завжди або іноді харчуються детритом. Кокколітофориди та молюски (включно з амонітами, рудистами, прісноводними равликами та мідіями), а також ті організми, що ними харчувалися, вимерли або зазнали великих втрат. Наприклад, вважається, що амоніти були основною їжею мозазаврів, групи гігантських морських рептилій, які також вимерли. Найбільші виживші тварини, а саме крокодилоподібні та хорістодери, були напівводними та мали доступ до детриту. Сучасні крокодили можуть жити як падальники та виживати місяцями без їжі, а їхні дитинчата маленькі, ростуть повільно й харчуються переважно безхребетними та мертвими організмами протягом перших кількох років. Ці характеристики пов'язані з виживанням крокодилів наприкінці крейдяного періоду.
Після вимирання біорізноманіття потребувало значного часу для відновлення, попри існування великої кількості вільних екологічних ніш.

## Падіння астероїда в районі Чиксулуб

### Докази зіткнення
У 1980 році група дослідників у складі фізика, лауреата Нобелівської премії Луїса Альвареса, його сина, геолога Вальтера Альвареса та хіміків Френка Асаро та Хелен Мішель виявила, що осадові шари, знайдені по всьому світу на межі крейди та палеогену, містять концентрацію іридію у багато разів більшу за норму (у 30, 160 та 20 разів у трьох досліджуваних секціях). Іридій надзвичайно рідко зустрічається в земній корі, оскільки це сидерофільний елемент, який переважно занурився разом із залізом у ядро Землі під час диференціації планет. Оскільки іридій залишається більш поширеним у більшості астероїдів і комет, команда Альвареса припустила, що астероїд врізався в Землю під час межі K–Pg. Раніше були припущення про можливість удару, але це був перший переконливий доказ.
Гіпотеза розглядалася як революційна на момент публікації, однак незабаром з'явилися додаткові докази зіткнення. Було виявлено, що граничний шар K-Pg сповнений дрібних кульок — кристалізованих крапельок розплавленої породи, утворених ударом. Шоковий кварц та інші подібні мінерали також були ідентифіковані на межі K–Pg. Іншим доказом стали ідентифікація осадів гігантських цунамі вздовж узбережжя Мексиканської затоки та Карибського басейну, які дозволили зробити припущення, що зіткнення могло відбутися неподалік, як і той факт, що осадовий шар на межі K–Pg товстішає на півдні Сполучених Штатів, з метровими шарами уламків, що відклалися на півночі штату Нью-Мексико.
Подальші дослідження визначили гігантський кратер Чиксулуб на узбережжі Юкатану, як джерело осаду на межі K–Pg. Ідентифікований у 1990 році на основі роботи геофізика Глена Пенфілда в 1978 році, кратер овальної форми із середнім діаметром приблизно 180 км, більший за розміром, ніж було розраховано командою Альвареса.
У статті 2013 року Пол Ренне з Геохронологічного центру Берклі визначив дату удару 66,043 ±0,011 млн років тому на основі аргон-аргонового датування. Крім того, він припустив, що масове вимирання відбулося протягом 32 000 років від цієї дати.

### Ефекти зіткнення
У березні 2010 року міжнародна група вчених проаналізувала наукові праці за 20 років та схвалила гіпотезу астероїда, зокрема падіння Чиксулуба, як причину вимирання, виключивши інші теорії, такі як масивний вулканізм. Вони визначили, що астероїд діаметром від 10 до 15 км врізався в Землю в Чиксулубі на мексиканському півострові Юкатан. Зіткнення вивільнило б таку саму енергію, як 100 тератонн в тротиловому еквіваленті (420 зДж) — більш ніж у мільярд разів більше, ніж енергія атомних бомбардувань Хіросіми та Нагасакі. Удар Чиксулуба спричинив глобальну катастрофу. Деякі наслідки удару були короткочасними явищами, але також були й тривалі геохімічні та кліматичні збої, які зруйнували екологію.
Входження астероїда в атмосферу Землі включало короткий (годинний), але інтенсивний імпульс інфрачервоного випромінювання, що міг опалити опромінені організми. Хоча це предмет для дискусії, опоненти стверджують, що локальні руйнівні пожежі, ймовірно, були обмежені Північною Америкою, та значно поступались глобальній вогняній бурі. Масштабна світова пожежа на межі крейди та палеогену є предметом окремої дискусії. У статті 2013 року при моделюванні ядерної зими було висловлено припущення, що, виходячи з кількості сажі в глобальному шарі уламків, вся земна біосфера могла горіти, що викликало глобальний викид сажі в атмосферу, яка закрила сонце та створила ефект ударної зими. Виникнення масштабних пожеж поставило б під загрозу існування організмів, які змогли вижити одразу після зіткнення.
Крім гіпотетичних наслідків пожежі та/або ефекту ударної зими, зіткнення могло утворити хмару пилу, яка блокувала сонячне світло тривалістю до року, перешкоджаючи фотосинтезу. Морозні температури, ймовірно, тривали щонайменше три роки. На ділянці в районі сучасної річки Бразос температура поверхні моря впала до 7 °C (13 °F) протягом десятиліть після удару. На розсіяння таких аерозолів необхідно принаймні десять років, і це призвело б до зникнення рослин і фітопланктону, а згодом і травоїдних тварин та їхніх хижаків. Створіння, харчові ланцюги яких базуються на детриті, мали б хороші шанси на виживання.
Астероїд врізався в ділянку карбонатної породи, що містить велику кількість горючих вуглеводнів і сірки, значна частина яких випарувалась від удару, тим самим викинувши аерозолі сірчаної кислоти в стратосферу, що могло зменшити кількість сонячної енергії, яка досягає поверхні Землі, більш ніж на 50 %, та спричинило кислотні дощі. В результаті виникло закислення океанів, що призвело до загибелі багатьох організмів, які вирощують раковини з карбонату кальцію. Згідно з моделями формації Гелл-Крік, настання глобальної темряви досягло б свого максимуму лише за кілька тижнів і, ймовірно, тривало б понад 2 роки.
Крім вимирання, зіткнення також спричинило більш загальні зміни флори та фауни, такі як поява біомів неотропічних вологих лісів, таких як Амазонія, заміна видового складу та структури місцевих лісів та протягом приблизно 6 мільйонів років відновлення до колишнього рівня різноманітності рослин.

### Проєкт буріння кратера Чиксулуб у 2016р.
У 2016 році в рамках наукового бурового проєкту були отримані глибокі зразки керна породи з центрального кільця кратера Чиксулуб. Дослідження зразків підтвердило, що гірська порода центрального кільця потрапила під величезний тиск і за лічені хвилини розплавилася зі свого звичайного стану у свою теперішню форму. На відміну від звичних для цього регіону осадових порід морського дна, центральне кільце складається з граніту, що зазвичай знаходиться набагато глибше в землі, який був викинутий на поверхню внаслідок удару. При цьому гіпс (сульфатовмісна порода, яка зазвичай присутня на мілкому морському дні регіону, в зразках практично відсутній, його було майже повністю випарувано в атмосферу. Крім того, за зіткненням одразу слідувало мегацунамі, достатнє для того, щоб укласти товстий шар піску безпосередньо над піковим кільцем. Ударний елемент був достатньо великим, щоб створити 190-кілометровий кратер, розплавити та деформувати глибокий граніт, спричинити переміщення колосальних мас води, викинути величезну кількість уламків, випаруваної породи та сульфатів в атмосферу, де вони зберігалися б протягом кількох років. Таке розповсюдження пилу та сульфатів по всьому світу катастрофічно вплинуло б на клімат, призвело б до великих перепадів температури та знищило харчові ланцюги.

### Численні зіткнення
Інші кратероподібні топографічні утворення також були запропоновані як ударні кратери, що мали зв'язок з крейдово-палеогеновим вимиранням. Це вказує на ймовірність майже одночасних множинних зіткнень, можливо, з фрагментованим астероїдним об'єктом, подібно до зіткнення Шумейкерів-Леві 9 з Юпітером. На додаток до 180 км кратера Чиксулуб, існує 24 км Бовтиський кратер в Україні (65,17 ±0,64 млн років), 20 км кратер Сільверпіт у Північному морі (59,5±14,5 млн років), який, можливо, утворився в результаті удару боліда, і суперечливий, набагато більший кратер Шива (600 км). Будь-які інші кратери, які могли утворитися в океані Тетіс, з того часу були б приховані тектонічним дрейфом Африки та Індії на північ.

## Альтернативні версії вимирання непташиних динозаврів
- Посилення вулканічної активності[56], з якою пов'язують низку ефектів, які могли б вплинути на біосферу: зміна газового складу атмосфери; парниковий ефект, викликаний викидом вуглекислого газу при виверженнях; зміна освітленості Землі через викиди вулканічного попелу (вулканічна зима). На користь цієї гіпотези свідчать гігантські виливи магми між 68 і 60 млн років тому на території Індостану, внаслідок чого утворилися деканські трапи.
- Різке зниження рівня моря, що відбулося в останній (Маастрихтській) фазі крейдяного періоду («маастрихтська регресія»).
- Комбіновані — перелічені вище причини можуть доповнювати одна одну, що деякими дослідниками використовується для висування різноманітних комбінованих гіпотез. Наприклад, удар гігантського метеорита міг спровокувати посилення вулканічної активності та викид величезної кількості пилу й попелу, що у підсумку могло спричинити зміну клімату, а це, своєю чергою — зміни типу рослинності й харчових ланцюгів і т. д.

Слід мати на увазі, що тривалість періоду вимирання не може бути точно оцінена через ефект Синьйора-Ліппса (англ. Signor-Lipps effect), пов'язаного з неповнотою палеонтологічних даних (час поховання останньої знайденої скам'янілості представника таксона може не відповідати часу зникнення цього таксона).

## Відновлення та диверсифікація
Крейдово-палеогенове вимирання мало глибокий вплив на еволюцію життя на Землі. Усунення панівних крейдових груп дозволило іншим організмам зайняти їхнє місце, спричинивши значну диверсифікацію видів протягом палеогенового періоду. Найяскравіший приклад — заміна динозаврів ссавцями. Після вимирання K–Pg ссавці швидко еволюціонували, заповнивши ніші, звільнені динозаврами. Також важливо, що в межах родів ссавців нові види були приблизно на 9,1 % більшими після границі крейди-палеогену.
Інші групи також суттєво диверсифікувалися. На основі молекулярного секвенування та датування скам'янілостей багато видів птахів (зокрема група Neoaves) зазнали адаптивного випромінення після межі K–Pg. Вони навіть створили гігантські нелетючі форми, такі як травоїдні Gastornis і Dromornithidae, а також хижі Phorusrhacidae. Вимирання крейдових ящірок і змій, можливо, призвело до еволюції сучасних груп, таких як ігуани, варани та удави. Вибухова диверсифікація кронової групи змій була пов'язана зі звільненням багатьох екологічних ніш та територіальною експансією як на суші, так і на морі. Вимирання непташиних динозаврів та інших наземних хижаків дозволило зміям сповна використати полювання на маленьких хребетних тварин в ранньому кайнозої, тоді як вимирання морських рептилій та великих риб могло створити умови для експансії змій у водні екосистеми. На суші з'явилися гігантські удави і величезні мадцоїди, а в морях еволюціонували гігантські морські змії. Приблизно 88 % сучасних видів безхвостих (жаб) є результатом адаптивного випромінення їхніх трьох основних клад після крейдового вимирання. Костисті риби вибухово диверсифікувалися, заповнюючи ніші, які залишилися вакантними внаслідок вимирання. В епоху палеоцену та еоцену з'явилися групи вітрильникових, тунців, вугрів та камбалоподібних. Великі зміни також спостерігаються в палеогенових спільнотах комах. Багато груп мурах були присутні ще в крейдовому періоді, але в еоцені мурахи стали домінуючими та різноманітними, з великими колоніями. Метелики також урізноманітнилися, можливо, щоб зайняти місце листоїдних комах, знищених внаслідок вимирання. Чисельність розвинених термітів Termitidae, здатних будувати кургани, також суттєво зросла.
Вважається, що розміри тіла вцілілих плацентарних ссавців спочатку еволюційно збільшувалися, дозволяючи їм першими заповнювати екологічні ніші після вимирання, а розміри мозку почали збільшувалися лише пізніше в еоцені.
Дослідження формації Саламанка свідчать про те, що біотичне відновлення відбувалося швидше в південній півкулі, ніж у північній.